# Jimisola Laursen
Jimisola Laursen (Suecia, 13 de julio de 1977) es un atleta sueco especializado en la prueba de 400 m, en la que consiguió ser subcampeón europeo en pista cubierta en 2002.

## Carrera deportiva
En el Campeonato Europeo de Atletismo en Pista Cubierta de 2002 ganó la medalla de plata en los 400 metros, con un tiempo de 45.59 segundos que fue récord nacional sueco, tras el polaco Marek Plawgo (oro con 45.39 segundos) y por delante del rumano Ioan Vieru.